# 스템루프 구조

RNA 스템-루프 구조의 예

스템-루프 구조(Stem-Loop Structure)는 단일 가닥 DNA 또는 RNA에서 일어나는 염기쌍 간의 결합이다. 이 구조를 헤어핀(Hairpin) 또는 헤어핀 구조(Hairpin Structure)라고도 한다. 한 가닥의 두 영역이 서로 반대 방향으로 읽을 때 염기쌍이 서로 상보적이면 발생한다. 결과적으로 이 구조는 RNA의 2차 구조의 핵심 구성 요소이다. RNA의 중요한 2차 구조로서, RNA 접힘을 지시하고, 전령 RNA에 대한 구조적 안정성을 보호할 수 있다. 또한 RNA 결합 단백질에 대한 인식 부위를 제공하고, 효소 반응을 위한 기질로서 작용할 수 있다.

## 형성과 안정성
스템-루프 구조의 형성은 생성된 나선 및 루프 영역의 안정성에 의해 존재할 수 있다. 첫 번째 전제 조건은 쌍으로 된 이중 나선을 형성하기 위해 스스로 접힐 수 있는 서열의 존재이다. 이 나선의 안정성은 길이, 길이, 불일치 및 쌍으로 된 영역의 기본 구성에 따라 결정된다. 구아닌과 사이토신 사이의 짝 지음은 세 개의 수소 결합을 가지며, 이는 두 개의 수소 결합을 가지는 아데닌과 유라실 짝 지음에 비해 더 안정적이다. RNA에서 2개의 수소 결합을 특징으로하는 아데닌-우라실 짝은 DNA의 아데닌-티민 결합과 동일하다.
또한 루프의 안정성은 스템-루프 구조의 형성에 영향을 미친다. 길이가 3개 미만인 루프는 입체적으로 불가능하며 형성되지 않는다. 최적의 루프 길이는 약 4-8bp이다. 서열 'UUCG'를 갖는 하나의 공통 루프는 테트라 루프로 알려져 있고, 그의 구성 요소 뉴클레오타이드의 염기-스태킹(Base-Stacking) 상호 작용으로 인해 더욱 안정적이다.

## 구조적 맥락
스템-루프 구조는 pre-microRNA 구조에서 발생하고, 가장 유명한 운반 RNA에서 발생하는데, 클로버 리프 패턴(Cloverleaf Pattern)에서 만나는 3개의 스템-루프 구조와 하나의 스템을 포함한다. 번역 과정 동안 코돈을 인식하는 안티코돈은 tRNA의 짝을 이루지 않은 루프 중 하나에 위치한다. 하나의 구조의 루프가 두 번째 줄기의 일부를 형성하는 RNA 슈도 노트(psuedoknots)에서 2개의 중첩 된 스템-루프 구조가 발생한다.
많은 리보자임은 또한 스템-루프 구조를 특징으로 한다. 자체 절단 망치 머리형 리보자임(Self-Cleaving Hammerhead Ribozyme)은 절단 부위가 놓여있는 중앙의 비쌍합 영역에서 만나는 3개의 스템-루프 구조를 포함한다. 망치 머리형 리보자임의 기본적인 2차 구조는 자가 절단 활동에 필요하다.
헤어핀 구조는 종종 원핵 생물의 5' 비번역 부위에서 발견되는 요소이다. 이 구조는 종종 단백질에 의해 결합되거나 번역을 조절하기 위해 전사체의 감쇠를 유발한다.
리보솜 결합 부위에서 형성되는 전령 RNA 스템-루프 구조는 번역의 개시를 제어 할 수 있다.
또한 스템-루프 구조는 원핵 생물 rho 독립적 전사 종결에서 중요하다. 헤어핀 구조는 전사 동안 전령 RNA 가닥에서 형성되며, RNA 중합효소가 DNA 주형 가닥으로부터 분리되도록 한다. 이 과정을 rho-independent 또는 Intrinsic Termination이라고 하며 관련 시퀀스를 터미네이터 시퀀스(Terminator Sequence)라고 한다.

## 참고
- Dyad symmetry
- Inverted Repeat
- Kissing stem-loop
- Palindromic Sequence
- Repeat Sequence
- 5' 비번역 부위